# Warpaint
Warpaint est un groupe de rock américain, originaire de Los Angeles, en Californie. Il est formé en 2004 et actuellement composé de quatre musiciennes : Emily Kokal, Theresa Wayman, Jenny Lee Lindberg et Stella Mozgawa. Le groupe est passé par des formations diverses, incluant l’actrice Shannyn Sossamon et l'ancien guitariste de Red Hot Chili Peppers, Josh Klinghoffer. Après avoir enregistré un premier EP Exquisite Corpse en 2008, elles publient leur premier album, The Fool, fin 2010, suivi de Warpaint, début 2014.
En France, la critique les a comparées aux Cocteau Twins et à Siouxsie and the Banshees.
En 2016, Warpaint livre un nouvel album, Heads Up, plus complexe. « C'est une nouvelle étape dans notre carrière », disent-elles. L'album contient néanmoins plusieurs hits alternatifs potentiels comme New Song, qui parle d'une nouvelle relation entre un homme et une femme. Il s'ensuit une tournée les amenant aux États-Unis, évidemment, et en Europe.

## Biographie

### Débuts (2004–2008)
Le groupe se forme en 2004 le jour de la Saint-Valentin. La formation originelle se constitue de Theresa Wayman, Emily Kolal et des sœurs Shannyn Sossamon et Jenny Lee Lindberg — toutes amies d'enfance. Le groupe joue ensuite pendant trois ans à Los Angeles, profitant de cette période pour peaufiner leur répertoire. Elles acquièrent petit à petit une certaine renommée en Californie.
L'enregistrement de leur premier EP Exquisite Corpse débute en décembre 2007 avec Jake Bercovici à la production. Les sessions sont ensuite arrangées et mixées par l'ancien guitariste des Red Hot Chili Peppers, John Frusciante. Exquisite Corpse sort l'année suivante et se retrouve rapidement numéro 1 dans le Amoeba Records chart qui recense les artistes locaux de New York. En 2009, Exquisite Corpse est ré-édité sur le label Manimal Vinyl.

### The Fool(2009–2011)
La batteuse Stella Mozgawa rejoint Warpaint à cette période. Après avoir signé chez Rough Trade, le groupe débute sa première tournée mondiale jouant d'abord aux États-Unis puis en Europe en première partie du groupe The XX. Le quatuor sort son premier album The Fool en octobre 2010. Le disque fait l'objet d'articles élogieux dans le magazine NME et dans les Inrockuptibles, où il est décrit comme « somptueux », comme « hanté par les spectres de Siouxsie ou The Cure. Entre folk sombre et new-wave déchirante ». Avant de publier ce premier LP, le groupe avait repris le titre Ashes to Ashes pour l'album hommage à David Bowie, We Were So Turned On publié sur le label Manimal Vinyl ; la chanson est également sortie en single sur Internet et tous les profits générés ont été reversés à l'association caritative War Child. En 2011, elles sont à l'affiche de plusieurs grands festivals européens dont le Rock Werchter en Belgique et le Main Square Festival à Arras.

### Warpaint(2013–2015)

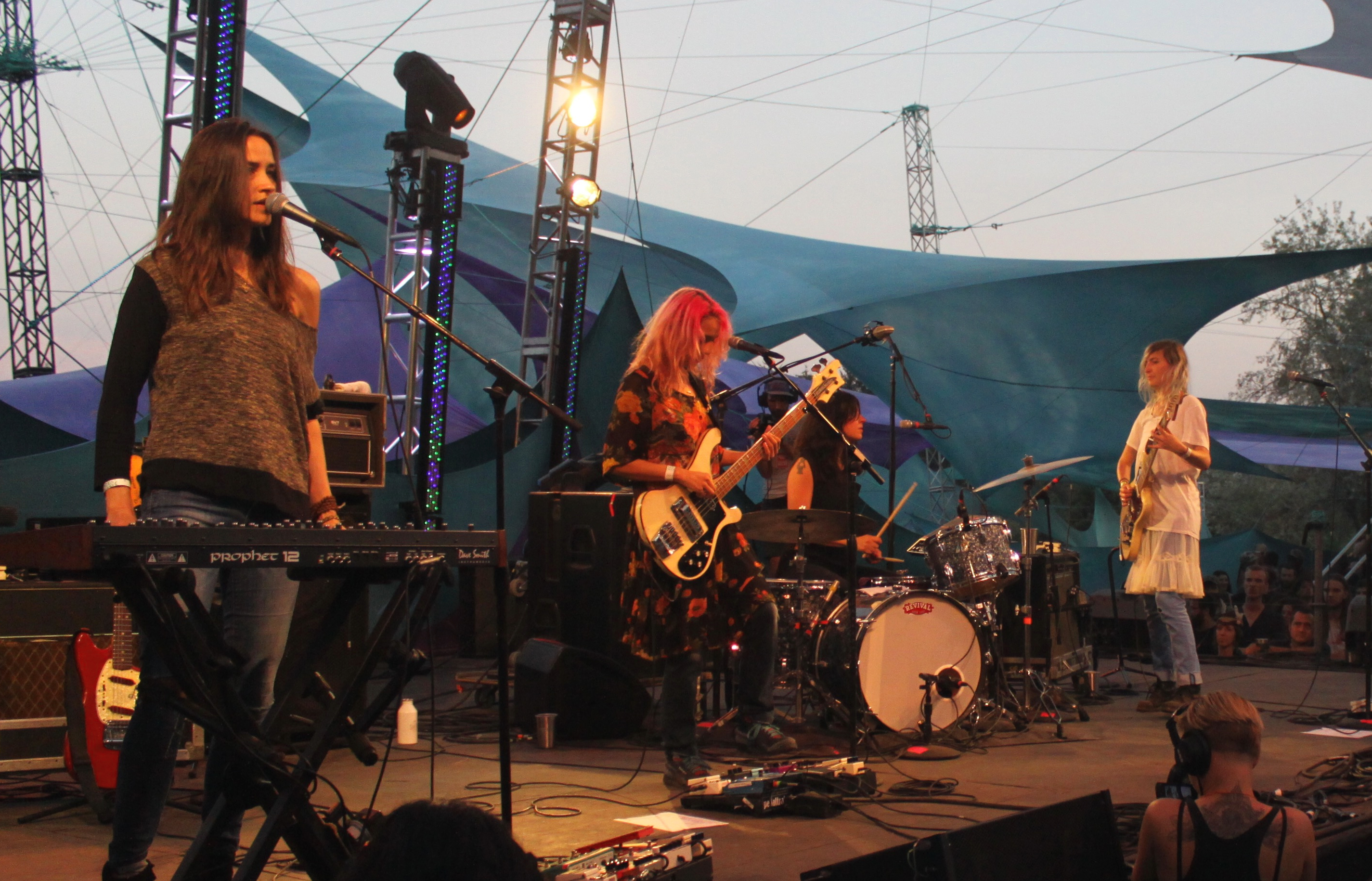
Warpaint en 2014.

En février 2013, Wayman confirme au NME son intention de créer un son minimaliste pour l'album Warpaint. En octobre 2013, Warpaint annonce la sortie de son deuxième album Warpaint le 20 janvier 2014 en dévoilant la chanson Love Is to Die. Ce disque est produit par Flood et Nigel Godrich.
Produit et mixé par Flood, à l'exception de deux morceaux mixés par Nigel Godrich, Warpaint est publié chez Rough Trade le 17 janvier 2014 en Allemagne, en Irlande, aux Pays-Bas et en Suisse ; le 20 janvier au Danemark, en France, en Suède et au Royaume-Uni ; et le 21 janvier en Espagne et aux États-Unis. Un snippet du premier single, Love Is to Die, est utilisé pour une publicité de Calvin Klein le 25 septembre 2013 et plus tard dans un documentaire sur les sessions d'enregistrement de Warpaint.
Le 20 novembre, Warpaint joue Composure, de The Fool, et les nouvelles chansons Love Is to Die et Keep It Healthy sur BBC 6 Music avec Steve Lamacq au Royaume-Uni. Le groupe tourne en soutien à l'album pendant l'été 2015, après quoi les membres se séparent pour leurs projets personnels. Emily Kokal collabore avec le musicien folk Paul Bergmann, contribuant à l'EP Romantic Thoughts (2015) ; Theresa Wayman forme un supergroupe, BOSS, avec Sarah Jones de Hot Chip et Guro Gikling de All We Are, et enregistre un album solo ; Stella Mozgawa enregistre avec Andy Clockwise et Kurt Vile et Jenny Lee Lindberg publie son album solo Right On!  (2015).

### Heads Up(2016-2021)
Le 1er août 2016, Warpaint publie la chanson New Song et annonce un troisième album pour le 23 septembre, Heads Up,. À compter du 23 août 2017, ils jouent à la tournée Global Spirit Tour de Depeche Mode.

### Radiate Like This (depuis 2022)
Le groupe publie l'album Radiate Like This le 6 mai 2022 après 6 ans d'absence. L'album est reçu très favorablement, les critiques citant en particulier les harmonies vocales et les mélodies des guitares envoûtantes, .

## Membres

### Membres actuels
- Emily Kokal – chant, guitare (depuis 2004)
- Jenny Lee Lindberg – basse, chant (depuis 2004)
- Theresa Wayman – guitare, chant (depuis 2004)
- Stella Mozgawa – batterie, chant, guitare (depuis 2009)

### Anciens membres
- Shannyn Sossamon – batterie, chant (2004–2008)
- David Orlando – batterie (2007–2009)
- Michael Quinn – batterie (2009)
- Josh Klinghoffer – batterie, guitare (2009)